# Nationaltheater (Albanien)

Logo des Theaters

Das Nationaltheater Albaniens (albanisch Teatri Kombëtar) ist das wichtigste Theater im Land, beheimatet in Tirana.

## Geschichte
Im 1926 eröffneten „Kino-Theater Nacional“ in Tirana wurde im Juli 1927 erstmals auch ein Theaterstück aufgeführt. Eine Theatergesellschaft inszenierte dort zahlreiche Stücke. Amateurgruppen mit größerer Bedeutung gab es auch in anderen albanischen Städten, insbesondere Shkodra und Korça.
Die kommunistischen Partisanen, die während des Zweiten Weltkriegs gegen die italienischen Besatzer und die Wehrmacht kämpften, unterhielten sich zwischendurch mit Theaterspiel. Ziel war es, damit die Kämpfer und Bewohner von „befreiten“ Gebieten patriotisch und ideologisch, oft auch polemisch und satirisch im Sinne der Kommunistischen Partei zu unterrichten. Neben heimlichen Inszenierungen wurde auch Schillers Wilhelm Tell durch Gymnasiasten aus Tirana aufgeführt, um das Thema des Widerstands in der Bevölkerung zu verbreiten. Eine Gruppe Partisanen übte im Mai 1944 in Përmet das Stück „Pleqtë dhe lufta“ ein, das am Kongress von Permët, bei dem eine provisorische Regierung gebildet wurde, aufgeführt wurde. Diese Gruppe führte sein Stück auch andernorts auf und wurde zum Zentralen Theater der nationalen Befreiungsarmee. Sie gilt als erstes professionelles Theater Albaniens. Bereits im November 1944 wurde mit der Befreiung eine Schauspielschule eingerichtet. Am 25. Mai 1945 wurde aus den begabtesten Partisanen in Tirana das Staatstheater. Später wurde es als Teatri Popullor (Volkstheater) bezeichnet.
In den Anfangsjahren wurden vor allem Stücke aufgeführt, die den Partisanenkrieg zum Thema hatten. Später wurde das Repertoire erweitert, der ideologische Fokus aber beibehalten. Das Theater in Albanien wurde von den Machthabern für Propaganda, politische Überzeugung und Bildung eingesetzt. 1967 wurde sogar ein Stück von Loni Papa gezeigt, das von der chinesischen Kulturrevolution geprägt war. Seinen Höhepunkt erreichte das albanische Theater gemäß Robert Elsie in den 1980er Jahren. Nach der Wende wurde das Haus zum Nationaltheater umbenannt.
2014 wurde im südlichen Flügel das Experimentaltheater Teatri Kombetar Eksperimental „Kujtim Spahivogli“ eröffnet. Die dem Nationaltheater angegliederte „kleine Bühne“ ist nach einem bekannten Schauspieler benannt. Ihr angegliedert sind Schauspielschulen.
Die seit Beginn genutzte Spielstätte im Zentrum Tiranas, das „Nationaltheater“, wurde 2018 zugunsten moderner Bühnen im Süden der Innenstadt aufgegeben.

## Spielstätten

### Nationaltheater – Circolo italo-albanese „Scanderbeg“

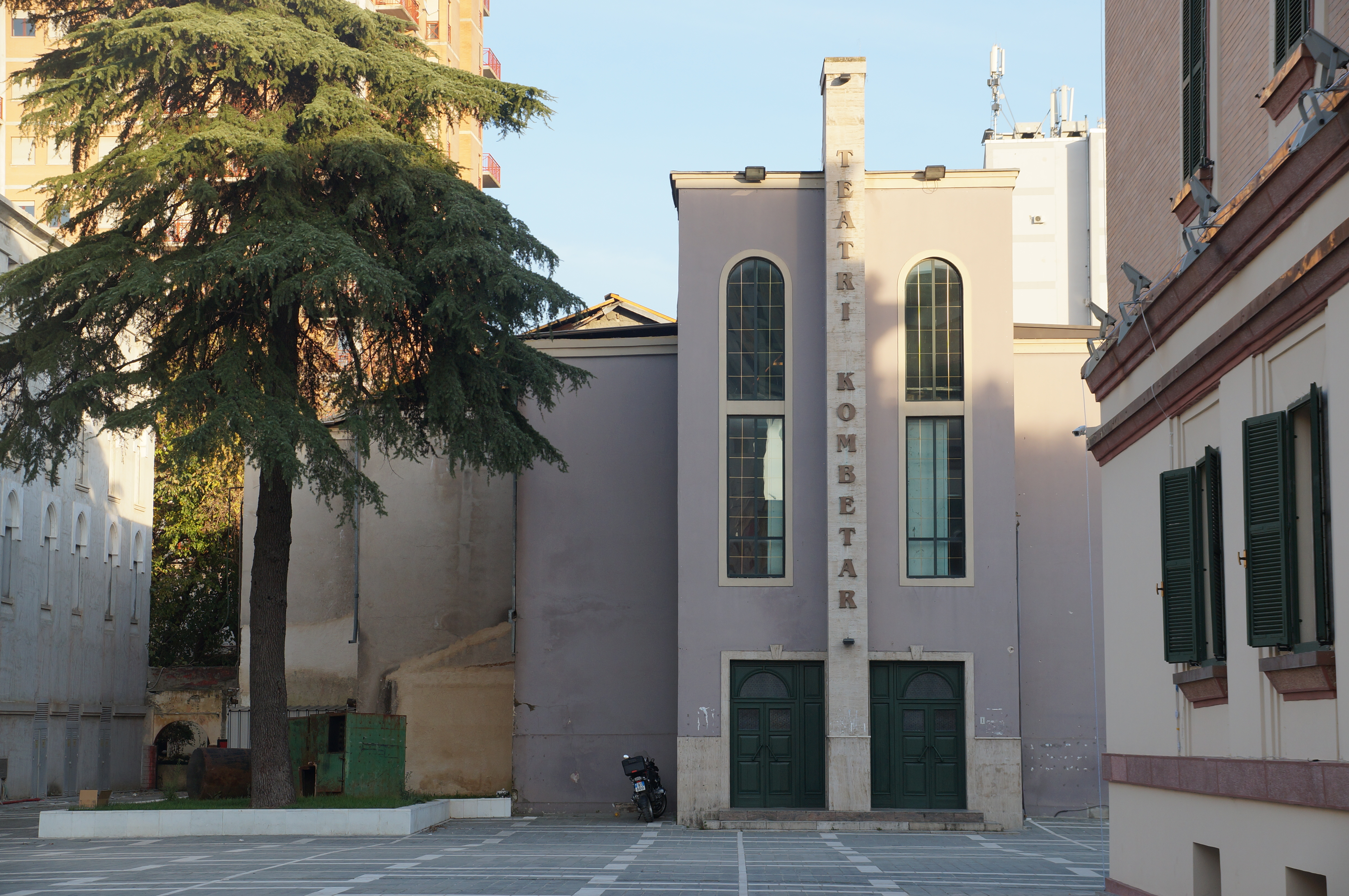
Altes Nationaltheater (nördlicher Flügel)

Das Gebäude in der Innenstadt wurde 1938/39 vom Architekten Giulio Bertè erbaut und 2020 abgerissen. Mit seinen zwei identischen Flügeln und Fassaden mit einfachen Formen ist es ein markanter Bau, der aber in zweiter Reihe hinter den Ministerien am Skanderbeg-Platz steht. Der moderne Baustil unterscheidet sich deutlich mit den anderen öffentlichen Bauten der Umgebung in neoklassizistischem Stil.
Geplant und in den Anfangsjahren genutzt wurde der Bau als Kultur- und Sportzentrum der Faschisten in Tirana. Für die Arbeiten war eine Mailänder Firma beauftragt worden, die vorfabrizierte Elemente verwendete – ein Novum für die damalige Zeit. Der „Circolo italo-albanese ‚Scanderbeg‘“ umfasste das Kinotheater Savoja, ein Restaurant und diverse Räumlichkeiten für Kultur, Erholung und Sport. Der U-förmige Bau umfasste einen fast 100 Meter langen, schmalen Innenhof, in dem sich ursprünglich ein kleines Schwimmbecken befand. Eine Kolonnade schloss den Hof früher im Westen ab und verband die beiden Fassaden der Flügel.
Nach dem Abzug der Italiener wurde der Saal zum Kino Kosova. Nach der Machtübernahme durch die Kommunisten fanden darin die ersten Schauprozesse gegen „Staatsfeinde“ statt.

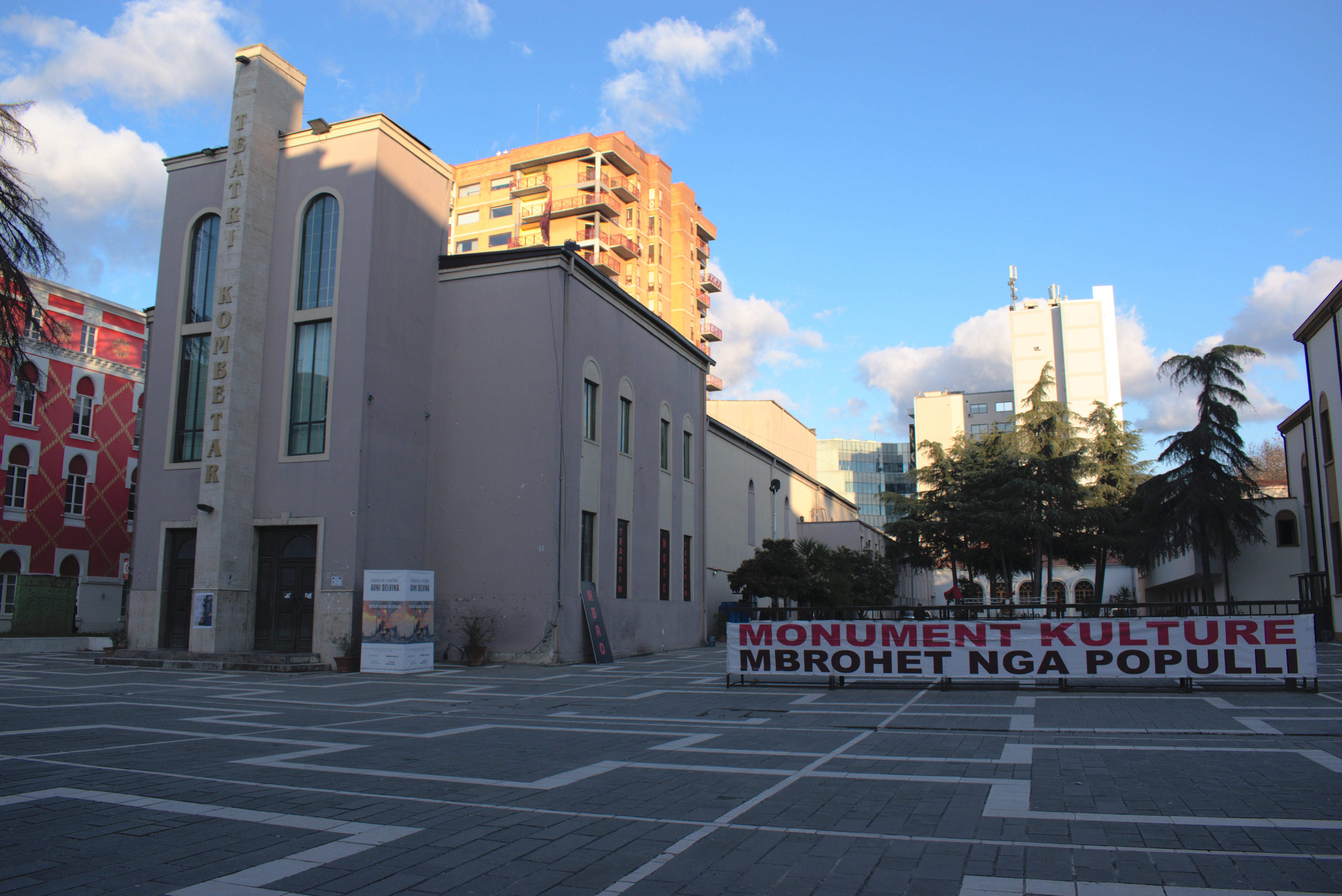
Protest gegen den Abriss des Theaters (2019)

2016 wurde der Denkmalschutz für das Gebäude aufgehoben.
2018 gab die albanische Regierung von Edi Rama bekannt, dass das Theater alt und verfallen sei. Da man sich keine Restaurierung leisten könne, plane man, das Grundstück einem Investor zu überlassen, der darauf in einer Public Private Partnership neben einem Theater auch Hochhäuser für andere Nutzungen bauen könne. Daraus entwickelte sich ein zwei Jahre andauernder Kampf zwischen der Regierung und Gegnern des Projekts, Kunstschaffenden, Denkmalschützern und Politikern der Opposition. Die Gegner forderten eine Restaurierung durch öffentliche Gelder und wehrten sich gegen Spekulation und Vergabe von öffentlichen Grundstücken an Private. Neben den Protesten vor dem Gebäude besetzten Aktivisten das Gebäude, um dies zu schützen. Sie erhielten auch Unterstützung durch internationale Organisationen wie Europa Nostra.
In einer Samstagnacht mitten während der COVID-19-Pandemie räumte die Polizei das Gebäude, und es wurde sofort mit dem Abriss begonnen. Die Aktion löste Proteste in Tirana aus.

### arTurbina

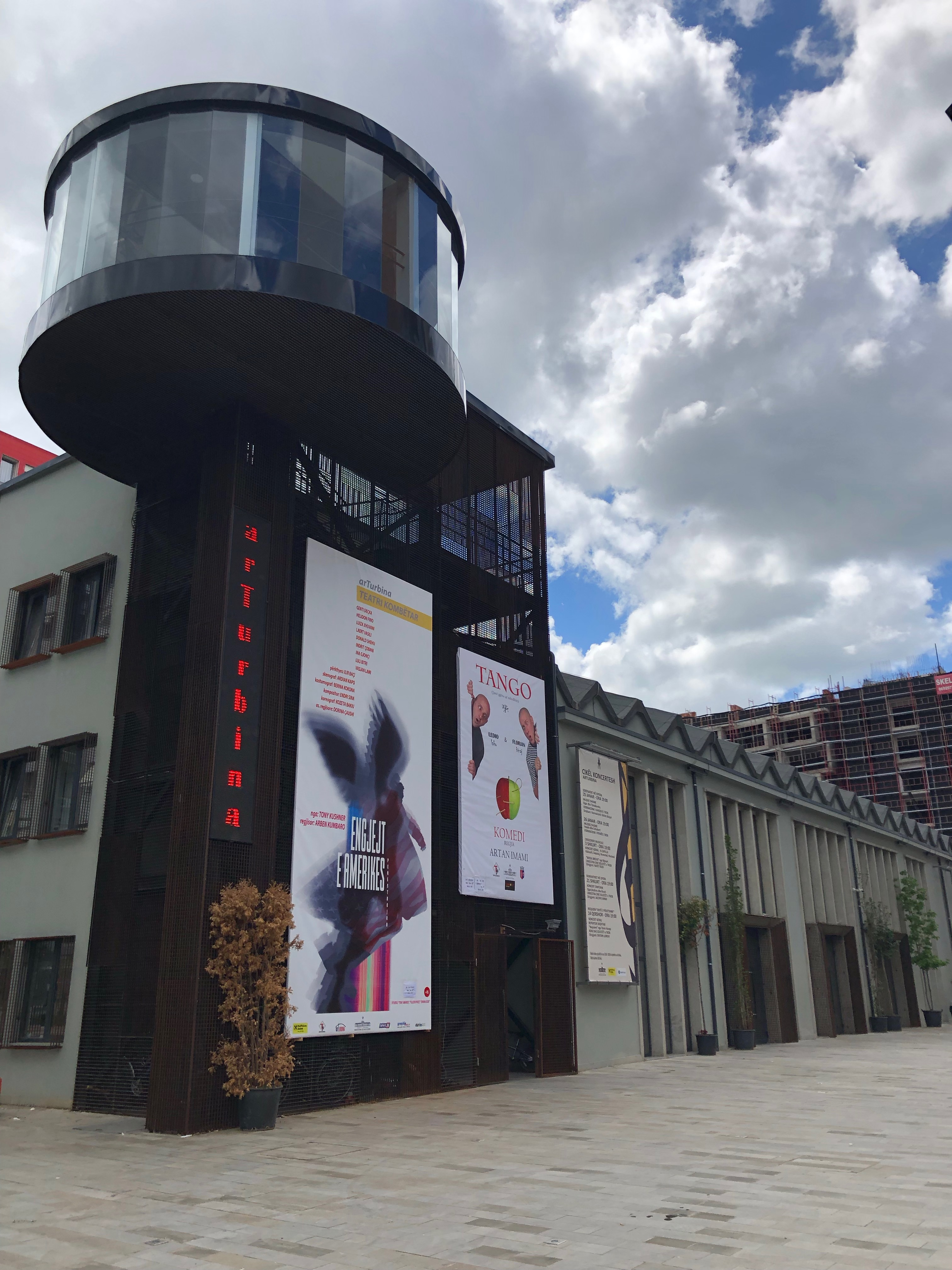
arTurbina

In einer ehemaligen Fabrikhalle am südlichen Stadtrand in der Nähe des Großen Parks wurde im Juli 2018 ein neues Kulturzentrum eingeweiht. Es verfügt unter anderem über zwei moderne Theatersäle mit 400 respektive 150 Sitzplätzen.